# Lijst van voetbalinterlands Hongarije - Nederland (mannen)

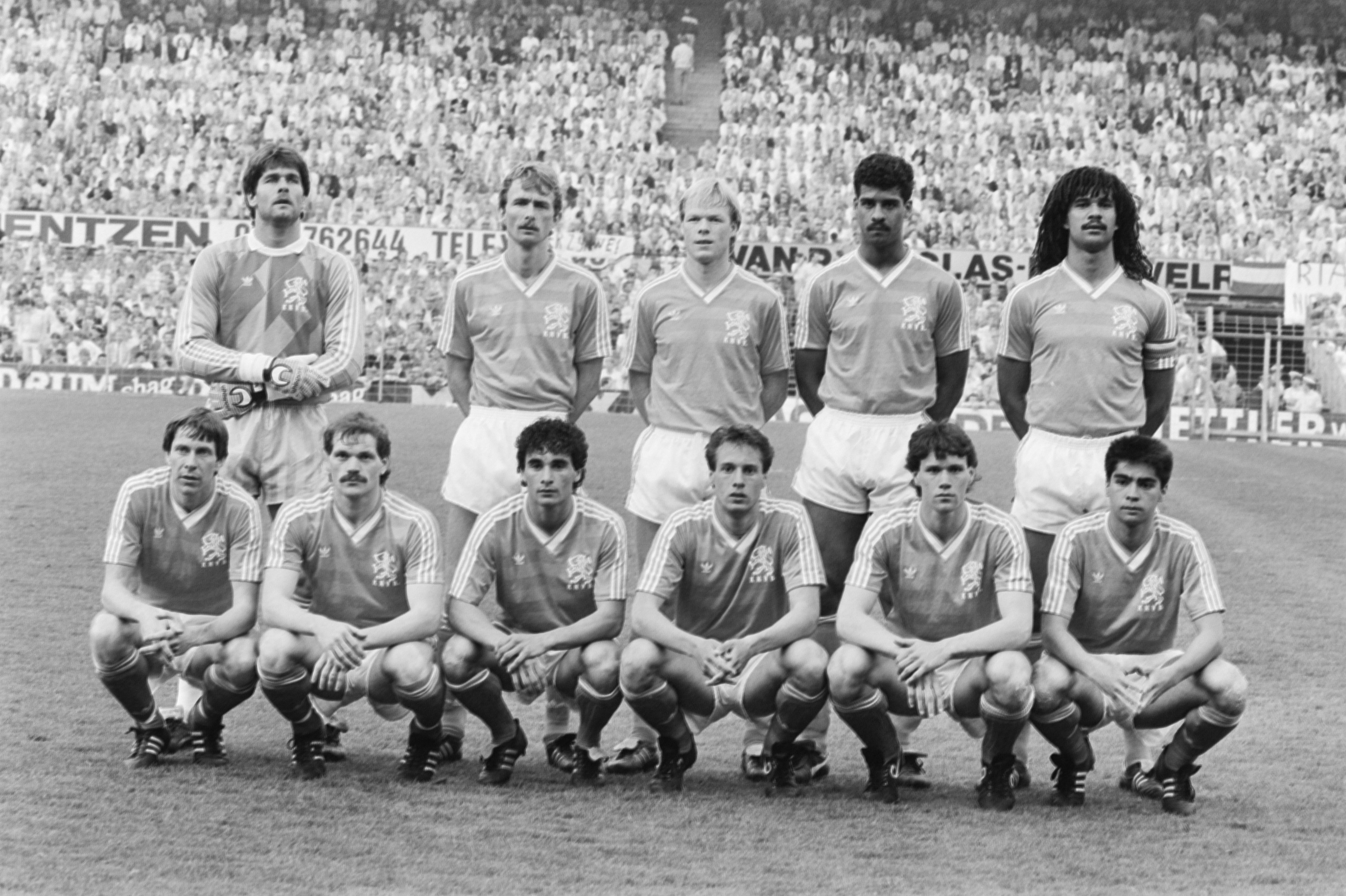
Het Nederlands elftal, voorafgaand aan het EK-kwalificatieduel tegen Hongarije op 29 april 1987 in Rotterdam.

Deze lijst van voetbalinterlands is een overzicht van alle officiële voetbalwedstrijden tussen de nationale teams van Hongarije en Nederland. De landen hebben tot op heden negentien keer tegen elkaar gespeeld. De eerste ontmoeting was een vriendschappelijke wedstrijd op 8 juni 1930 in Boedapest. Het laatste duel, een groepswedstrijd tijdens de UEFA Nations League 2024/25, vond plaats op 16 november 2024 in Amsterdam.

## Wedstrijden
| №  | № Int NED | Plaats    | Datum             | Competitie                  | Wedstrijd             | Uitslag |
| -- | --------- | --------- | ----------------- | --------------------------- | --------------------- | ------- |
| 1  | 110       | Boedapest | 8 juni 1930       | Vriendschappelijk           | Hongarije – Nederland | 6 – 2   |
| 2  | 123       | Amsterdam | 5 maart 1933      | Vriendschappelijk           | Nederland – Hongarije | 1 – 2   |
| 3  | 154       | Rotterdam | 26 februari 1939  | Vriendschappelijk           | Nederland – Hongarije | 3 – 2   |
| 4  | 254       | Rotterdam | 30 april 1961     | WK 1962 kwalificatie        | Nederland – Hongarije | 0 – 3   |
| 5  | 256       | Boedapest | 22 oktober 1961   | WK 1962 kwalificatie        | Hongarije – Nederland | 3 – 3   |
| 6  | 287       | Rotterdam | 7 september 1966  | EK 1968 kwalificatie        | Nederland – Hongarije | 2 – 2   |
| 7  | 293       | Boedapest | 10 mei 1967       | EK 1968 kwalificatie        | Hongarije – Nederland | 2 – 1   |
| 8  | 419       | Rotterdam | 17 oktober 1984   | WK 1986 kwalificatie        | Nederland – Hongarije | 1 – 2   |
| 9  | 424       | Boedapest | 14 mei 1985       | WK 1986 kwalificatie        | Hongarije – Nederland | 0 – 1   |
| 10 | 432       | Boedapest | 15 oktober 1986   | EK 1988 kwalificatie        | Hongarije – Nederland | 0 – 1   |
| 11 | 437       | Rotterdam | 29 april 1987     | EK 1988 kwalificatie        | Nederland – Hongarije | 2 – 0   |
| 12 | 504       | Eindhoven | 1 juni 1994       | Vriendschappelijk           | Nederland – Hongarije | 7 – 1   |
| 13 | 691       | Amsterdam | 5 juni 2010       | Vriendschappelijk           | Nederland – Hongarije | 6 – 1   |
| 14 | 706       | Boedapest | 25 maart 2011     | EK 2012 kwalificatie        | Hongarije – Nederland | 0 – 4   |
| 15 | 707       | Amsterdam | 29 maart 2011     | EK 2012 kwalificatie        | Nederland – Hongarije | 5 – 3   |
| 16 | 725       | Boedapest | 11 september 2012 | WK 2014 kwalificatie        | Hongarije – Nederland | 1 – 4   |
| 17 | 737       | Amsterdam | 11 oktober 2013   | WK 2014 kwalificatie        | Nederland – Hongarije | 8 – 1   |
| 18 | 868       | Boedapest | 11 oktober 2024   | UEFA Nations League 2024/25 | Hongarije − Nederland | 1 − 1   |
| 19 | 870       | Amsterdam | 16 november 2024  | UEFA Nations League 2024/25 | Nederland − Hongarije | 4 − 0   |

## Samenvatting
| Competitie          | Totaal gespeeld | Winst Hongarije | Gelijk | Winst Nederland | Doelsaldo Hongarije – Nederland |
| ------------------- | --------------- | --------------- | ------ | --------------- | ------------------------------- |
| WK-kwalificatie     | 6               | 2               | 1      | 3               | 10 − 17                         |
| EK-kwalificatie     | 6               | 1               | 1      | 4               | 7 − 15                          |
| UEFA Nations League | 2               | 0               | 1      | 1               | 1 − 5                           |
| Vriendschappelijk   | 5               | 2               | 0      | 3               | 12 − 19                         |
| Totaal              | 19              | 5               | 3      | 11              | 30 − 56                         |

Wedstrijden bepaald door strafschoppen worden, in lijn met de FIFA, als een gelijkspel gerekend.

## Details

### Eerste ontmoeting
| Vriendschappelijk (Boedapest, Hongarije, 8 juni 1930):                                                      |       |                                           |
| Hongarije                                                                                                   | 6 – 2 | Nederland                                 |
| József Turay 10' Márton Bukovi 38' Márton Bukovi 43' Géza Toldi 50' József Turay 55' István Avar 70' (pen.) | goals | 47' Evert van der Heijden 89' Gep Landaal |

### Veertiende ontmoeting
| EK 2012 kwalificatie (Boedapest, Hongarije, 25 maart 2011): |       |                                                                                 |
| Hongarije                                                   | 0 – 4 | Nederland                                                                       |
|                                                             | goals | 8' Rafael van der Vaart 44' Ibrahim Afellay 53' Dirk Kuijt 62' Robin van Persie |

### Vijftiende ontmoeting
| EK 2012 kwalificatie (Amsterdam, Nederland, 29 maart 2011):                                     |       |                                                    |
| Nederland                                                                                       | 5 – 3 | Hongarije                                          |
| Robin van Persie 13' Wesley Sneijder 60' Ruud van Nistelrooij 72' Dirk Kuijt 78' Dirk Kuijt 81' | goals | 46' Gergely Rudolf 50' Zoltán Gera 74' Zoltán Gera |

### Zestiende ontmoeting
| WK 2014 kwalificatie (Boedapest, Hongarije, 11 september 2012): |              | |
| Hongarije | 1 – 4        | Nederland |
| Balázs Dzsudzsák 6' (pen.) | goals        | 2' Jeremain Lens 18' Bruno Martins Indi 52' Jeremain Lens 73' Klaas-Jan Huntelaar |
| Sándor Egervári | bondscoach   | Louis van Gaal |
| Ádám Bogdán József Varga Vilmos Vanczák Zoltán Lipták Zsolt Korcsmár Roland Juhász Vladimir Koman 46' Ákos Elek 61' Zoltán Gera 80' Tamás Priskin Balázs Dzsudzsák                                                         | opstellingen | Maarten Stekelenburg Ricardo van Rhijn Ron Vlaar 64' Bruno Martins Indi Jetro Willems 78' Kevin Strootman Jordy Clasie Wesley Sneijder Luciano Narsingh 46' Robin van Persie Jeremain Lens |
| Tamás Hajnal 46' Ádám Gyurcsó 61' Krisztián Németh 80' | wissels      | 46' Klaas-Jan Huntelaar 64' Joris Mathijsen 78' Adam Maher |
| Zsolt Korcsmár 18' Roland Juhász 29' Balázs Dzsudzsák 37' | gele kaarten | 6' Jordy Clasie 86' Adam Maher |
| - Nederland verbreekt een record door de tiende opeenvolgende zege in de WK-kwalificatiecyclus te behalen. De vorige recordserie van negen werd tussen 2004 en 2005 neergezet onder toenmalig bondscoach Marco van Basten. |              | |

### Zeventiende ontmoeting
| WK 2014 kwalificatie (Amsterdam, Nederland, 11 oktober 2013): |              | |
| Nederland | 8 – 1        | Hongarije |
| Robin van Persie 16' Kevin Strootman 25' Jeremain Lens 38' Robin van Persie 44' Robin van Persie 53' Szilárd Devecseri 65' (e.d.) Rafael van der Vaart 86' Arjen Robben 90' | goals        | 47' (pen.) Balázs Dzsudzsák |
| Louis van Gaal | bondscoach   | Sándor Egervári |
| Michel Vorm Daryl Janmaat Jeffrey Bruma Ron Vlaar Daley Blind Nigel de Jong Jeremain Lens Kevin Strootman 81' Robin van Persie 61' Rafael van der Vaart Arjen Robben | opstellingen | Ádám Bogdán Richárd Guzmics Vilmos Vanczák Tamás Kádár Balázs Dzsudzsák József Varga Vladimir Koman Krisztián Németh Dániel Böde Tamás Hajnal Zsolt Korcsmár |
| Dirk Kuijt 61' Leroy Fer 81' | wissels      | 46' Szilárd Devecseri 46' Ákos Elek 79' Nemanja Nikolics |
| Nigel de Jong 64' | gele kaarten | 55' Szilárd Devecseri 64' Krisztián Németh 82' Richárd Guzmics                                                                                               |
| - Zwaarste nederlaag voor Hongarije in zijn historie, evenaring 1908 en 1941 (beide 0-7). - Laatste interland van Hongarije onder leiding van bondscoach Sándor Egervári. - Met zijn doelpunt in de 53ste minuut is Robin van Persie de nieuwe topscorer van het Nederlands voetbalelftal (41 doelpunten). |              | |

MLSZ · A-internationals · Selecties · Bondscoaches · Hongaars vrouwenelftal · Olympisch elftal · Hongarije U21 · Hongarije U20 · Hongarije U19 · Hongarije U18 · Hongarije U17 · Hongarije U16
1902 – 1919 · 
1920 – 1929 · 
1930 – 1939 · 
1940 – 1949 · 
1950 – 1959 · 
1960 – 1969 · 
1970 – 1979 · 
1980 – 1989 · 
1990 – 1999 · 
2000 – 2009 · 
2010 – 2019 ·
2020 − 2029
EK's:
1964 · 
1972 · 
2016 ·
2020 ·
2024
WK's:
1934 · 
1938 · 
1954 · 
1958 · 
1962 · 
1966 · 
1978 · 
1982 · 
1986
OS:
1912 · 
1924 · 
1936 · 
1952 · 
1960 · 
1964 · 
1968 · 
1972 · 
1996
1902 · 
1903 · 
1904 · 
1905 · 
1906 · 
1907 · 
1908 · 
1909 · 
1910 · 
1911 · 
1912 · 
1913 · 
1914 · 
1915 · 
1916 · 
1917 · 
1918 · 
1919 · 
1920 · 
1921 · 
1922 · 
1923 · 
1924 · 
1925 · 
1926 · 
1927 · 
1928 · 
1929 · 
1930 · 
1931 · 
1932 · 
1933 · 
1934 · 
1935 · 
1936 · 
1937 · 
1938 · 
1939 · 
1940 · 
1941 · 
1942 · 
1943 · 
1944 · 
1945 · 
1946 · 
1947 · 
1948 · 
1949 · 
1950 · 
1952 · 
1952 · 
1953 · 
1954 · 
1955 · 
1956 · 
1957 · 
1958 · 
1959 · 
1960 · 
1961 · 
1962 · 
1963 · 
1964 · 
1965 · 
1966 · 
1967 · 
1968 · 
1969 · 
1970 · 
1971 · 
1972 · 
1973 · 
1974 · 
1975 · 
1976 · 
1977 · 
1978 · 
1979 · 
1980 · 
1981 · 
1982 · 
1983 · 
1984 · 
1985 · 
1986 · 
1987 · 
1988 · 
1989 · 
1990 · 
1991 · 
1992 · 
1993 · 
1994 · 
1995 · 
1996 · 
1997 · 
1998 · 
1999 · 
2000 · 
2001 · 
2002 · 
2003 · 
2004 · 
2005 · 
2006 · 
2007 · 
2008 · 
2009 · 
2010 · 
2011 · 
2012 · 
2013 · 
2014 · 
2015 ·
2016 ·
2017 ·
2018 ·
2019 ·
2020 ·
2021 ·
2022 ·
2023 ·
2024
Albanië ·
Algerije ·
Andorra · 
Antigua en Barbuda ·
Argentinië ·
Armenië ·
Australië ·
Azerbeidzjan ·
België ·
Bohemen ·
Bolivia ·
Bosnië en Herzegovina ·
Brazilië ·
Bulgarije ·
Canada ·
Chili ·
China ·
Colombia ·
Costa Rica ·
Cyprus ·
Denemarken ·
DDR ·
Duitsland ·
Egypte ·
El Salvador ·
Engeland ·
Estland ·
Faeröer ·
Finland ·
Frankrijk ·
Georgië ·
Griekenland ·
Ierland ·
IJsland ·
India ·
Iran ·
Israël ·
Italië ·
Ivoorkust ·
Japan ·
Joegoslavië ·
Jordanië ·
Kazachstan · 
Koeweit ·
Kosovo · 
Kroatië ·
Letland ·
Libanon ·
Liechtenstein ·
Litouwen ·
Luxemburg ·
Malta ·
Mexico ·
Moldavië ·
Montenegro ·
Nederland ·
Nederlands-Indië ·
Nieuw-Zeeland ·
Noord-Ierland ·
Noord-Macedonië ·
Noorwegen ·
Oekraïne ·
Oostenrijk ·
Paraguay ·
Peru ·
Polen ·
Portugal ·
Qatar ·
Roemenië ·
Rusland ·
San Marino ·
Saoedi-Arabië ·
Schotland ·
Servië ·
Slovenië ·
Slowakije ·
Sovjet-Unie ·
Spanje ·
Tsjechië ·
Tsjecho-Slowakije ·
Turkije ·
Uruguay ·
Verenigde Arabische Emiraten ·
Verenigde Staten ·
Verenigd Koninkrijk ·
Wales ·
Wit-Rusland ·
Zuid-Korea ·
Zweden ·
Zwitserland
Brazilië (1954) · 
Duitsland (2021) ·
Frankrijk (2021) · 
IJsland (2016) · 
Italië (1938) · 
Oostenrijk (2016) · 
Portugal (2021) · 
West-Duitsland (1954, 2)
KNVB ·
A-internationals ·
Bondscoaches (m) ·
Topscorers ·
Nederlands vrouwenelftal ·
Bondscoaches (v) ·
Nederland B ·
Olympisch elftal ·
Jong Oranje ·
Nederland –20 ·
Nederland –19 ·
Nederland –18 ·
Nederland –17 ·
Nederland –16 ·
Nederland –15 ·
Nederlands amateurelftal ·
Nederlands zaterdagelftal ·
Jong OranjeLeeuwinnen ·
Vrouwen –20 ·
Vrouwen –19 ·
Vrouwen –18 ·
Vrouwen –17 ·
Vrouwen –16 ·
Vrouwen –15 ·
Militair mannenelftal ·
Militair vrouwenelftal ·
Strandteam ·
Vrouwen Strandteam ·
Futsalteam ·
Vrouwen Futsalteam

EK-wedstrijden ·
WK-wedstrijden ·
Resultaten kwalificaties en eindronden ·
Nederland B-wedstrijden ·
Officieuze wedstrijden ·
EK-wedstrijden vrouwen ·
WK-wedstrijden vrouwen ·
Resultaten vrouwen kwalificaties en eindronden
1905 – 1919 ·
1920 – 1929 ·
1930 – 1939 ·
1940 – 1949 ·
1950 – 1959 ·
1960 – 1969 ·
1970 – 1979 ·
1980 – 1989 ·
1990 – 1999 ·
2000 – 2009 ·
2010 – 2019 ·
2020 – 2029
2015 ·
2016 ·
2017 ·
2018 ·
2019 ·
2020 ·
2021 · 
2022
EK's: 1976 · 
1980 · 
1988 · 
1992 · 
1996 · 
2000 · 
2004 · 
2008 · 
2012 · 
2020 · 
2024
WK's: 1934 · 
1938 · 
1974 · 
1978 · 
1990 · 
1994 · 
1998 · 
2006 · 
2010 · 
2014 · 
2022
OS: 1908 ·
1912 ·
1920 ·
1924 ·
1928 ·
1948 ·
1952 ·
2008
Albanië ·
Andorra ·
Argentinië ·
Armenië ·
Australië ·
België ·
Bosnië en Herzegovina ·
Brazilië ·
Bulgarije ·
Canada ·
Chili ·
China ·
Colombia ·
Costa Rica ·
Curaçao ·
Cyprus ·
DDR ·
Denemarken ·
Duitsland ·
Ecuador ·
Egypte ·
Engeland ·
Estland ·
Faeröer ·
Finland ·
Frankrijk ·
GOS · 
Georgië ·
Ghana ·
Gibraltar ·
Griekenland ·
Hongarije ·
Ierland ·
IJsland ·
Indonesië ·
Iran ·
Israël ·
Italië ·
Ivoorkust ·
Japan ·
Joegoslavië ·
Kameroen ·
Kazachstan ·
Kroatië ·
Letland ·
Liechtenstein ·
Luxemburg ·
Malta ·
Marokko ·
Mexico ·
Moldavië ·
Montenegro ·
Nederlandse Antillen ·
Nigeria ·
Noord-Ierland ·
Noord-Macedonië ·
Noorwegen ·
Oekraïne ·
Oostenrijk ·
Paraguay ·
Peru ·
Polen ·
Portugal ·
Qatar ·
Roemenië ·
Rusland ·
Saarland ·
San Marino ·
Saoedi-Arabië ·
Schotland ·
Senegal ·
Servië en Montenegro ·
Slovenië ·
Slowakije ·
Sovjet-Unie ·
Spanje ·
Suriname ·
Thailand ·
Tsjechië ·
Tsjecho-Slowakije ·
Tunesië ·
Turkije ·
Uruguay ·
Verenigd Koninkrijk ·
Verenigde Staten ·
Wales ·
Wit-Rusland ·
Zuid-Afrika ·
Zuid-Korea ·
Zweden ·
Zwitserland
Argentinië (1978) ·
Argentinië (2006) ·
Argentinië (2014) ·
Argentinië (2022) ·
Australië (2014) ·
Brazilië (2014) ·
Chili (2014) · 
Costa Rica (2014) ·
Denemarken (2010) ·
Denemarken (2012) ·
Duitsland (2012) · 
Ecuador (2022) · 
Frankrijk (2008) ·
Italië (2008) ·
Ivoorkust (2006) ·
Japan (2010) ·
Kameroen (2010) ·
Mexico (2014) · 
Noord-Macedonië (2021) · 
Oekraïne (2021) · 
Oostenrijk (2021) · 
Portugal (2006) ·
Portugal (2012) ·
Portugal (2019) ·
Qatar (2022) ·
Roemenië (2008) ·
Rusland (2008) ·
San Marino (2011) ·
Senegal (2022) ·
Servië en Montenegro (2006) ·
Sovjet-Unie (1988) ·
Spanje (2010) ·
Spanje (2014) ·
Tsjechië (2021) · 
Uruguay (2010) ·
Verenigde Staten (2022) · 
West-Duitsland (1974)